# Hieroglyphics
Hieroglyphics, även kända som Hieroglyphics Crew och Hiero, är ett amerikanskt underground hiphop-kollektiv baserat i Oakland, Kalifornien. Kollektivet bildades under det tidiga 1990-talet av rapparen Del tha Funkee Homosapien. 

## Diskografi
Studioalbum
- 3rd Eye Vision (1998)
- Full Circle (2003)
- The Kitchen (2013)

### Fotnoter
1. ↑  ”Arkiverade kopian”. Arkiverad från originalet den 27 februari 2005. https://web.archive.org/web/20050227161648/http://www.sfweekly.com/issues/2000-03-01/music2.html. Läst 27 januari 2007.
2. ↑  http://www.rapreviews.com/archive/2005_05D_fullcircletour.html